# Ein Zug nach Manhattan
Ein Zug nach Manhattan ist ein deutsches Filmdrama des Regisseurs Rolf von Sydow aus dem Jahr 1981. Die Literaturverfilmung basiert auf der Geschichte Holiday Song des US-amerikanischen Schriftstellers Paddy Chayefsky. In der Hauptrolle verkörpert Heinz Rühmann den jüdischen Kantor Leon Sternberger, der seinen Glauben an Gott verliert.

## Handlung
Leon Sternberger ist im Jahr 1952 Kantor einer eher kleinen jüdischen Gemeinde in einem New Yorker Vorort. Zeitlebens ein frommer Jude, überkommen ihn über Nacht Zweifel an der Existenz eines Gottes, der seiner Meinung nach, so viele Ungerechtigkeiten, Kriege und Gewalttaten unter den Menschen geschehen lässt. 
Seine Nichte Esther macht sich Sorgen über sein seltsames Verhalten und benachrichtigt Sternbergers besten Freund Mosche Rosen. In dem Gespräch, das die beiden Männer führen, offenbart sich Leon seinem Freund und beide sind besorgt, weil er am anstehenden jüdischen Neujahrsfest  Rosch ha-Schana nicht als Kantor teilnehmen könne, wenn er nicht an Gott glaube. Rosen sieht nur einen Ausweg, Leon soll mit dem Zug nach Manhattan reisen, um sich dort an den berühmten Rabbiner Markus zu wenden, der ihm bestimmt aus seiner Glaubenskrise heraushelfen könne. Dem Rat folgend, setzt sich Sternberger in die U-Bahn, doch weil er noch nie in seinem Leben mit diesem öffentlichen Verkehrsmittel gefahren ist, findet er sich nicht zurecht. Er bittet einen Stationsvorsteher um Hilfe, der ihn in einen Zug schiebt, dessen Ziel jedoch nicht Manhattan, sondern Brooklyn ist. 
Im so gut wie leeren Zugabteil kann Sternberger eine junge Frau gerade noch davon abhalten, aus dem fahrenden Zug zu springen. Fürsorglich begleitet er sie nach Hause. Sie erzählt ihm, dass sie aus Utrecht stamme. Während des Zweiten Weltkriegs, am 22. Dezember 1942, seien sie, ihr Mann und ihre beiden Kinder deportiert worden, sie habe sie nicht wiedergesehen. Ein Datum, das sie niemals vergessen könne. Sternberger weiß, dass es keine Worte des Trostes gibt, wortlos drückt er die Hand der jungen Frau. 
Wieder in seinem Zuhause zurück, erzählt Sternbergers Nichte Esther ihm, dass sie einen Heiratsantrag erhalten habe und dass der junge Mann sehr gläubig sei und es als Ehre ansehe, ihn, einen Kantor, kennenzulernen. Daraufhin erzählt er ihr, dass er nicht mehr an Gott glaube und deshalb auch nicht mehr Kantor sein könne, dann zieht er sich in die Synagoge zurück. Dorthin folgen ihm Rosen und der von diesem benachrichtigte Rabbiner. Sternberger erzählt dem Rabbiner, was ihn bewegt und dass er die Nähe Gottes nicht mehr spüre und ihn noch nicht einmal erkennen würde, wenn er ihm begegnete. Auch der Rabbiner sieht keine andere Möglichkeit, als Sternberger zum Rabbiner Markus nach Manhattan zu schicken. Also macht der alte Herr sich erneut auf und unternimmt einen zweiten Versuch, zu seinem ursprünglichen Ziel zu gelangen. Obwohl er den Stationsvorsteher wiedererkennt und ihn ausdrücklich bittet, ihn nicht abermals in den falschen Zug zu setzen, geschieht genau das. Wieder ist das Abteil menschenleer, bis auf einen jungen Mann, zu dem der Kantor sich setzt. Der Mann erzählt ihm, dass er Holländer sei und aus Utrecht komme. Auch er spricht vom 22. Dezember 1942, dem Tag an dem er, seine Frau und seine Kinder deportiert worden seien. Der Kantor schaltet sofort und will wissen, ob seine Frau Myriam heiße und stellt weitere Fragen, die der junge Mann alle bejaht. Sternberger ruft im Beisein des Mannes von einer Telefonzelle aus bei der Frau an und es stellt sich heraus, dass beide tatsächlich zusammengehören. Es folgt am Telefon das erste Gespräch der beiden nach zehn Jahren.
Etwas Außerordentliches sei ihm heute zugestoßen, resümiert der Kantor, zweimal sei er in den falschen Zug geschoben worden und beide Male sei der Zug seltsam leer gewesen. Und sei es nicht ein seltsamer Zufall, dass er beim ersten Mal im falschen Zug eine junge Frau, die ihren Mann verloren habe und beim zweiten Mal im falschen Zug einen jungen Mann, der seine Frau verloren habe, getroffen habe. Und dann muss der Kantor auch noch feststellen, dass es laut Aussage des Stationsvorstehers, den er anspricht, keinen anderen auf dieser Station gäbe als ihn. Sternberger zwinkert zum Himmel und zitiert Sacharja mit einem Sinnspruch, über den er zuvor mit dem Rabbiner gesprochen hatte: „Und du sollst ihn erkennen in den seltsamsten Kleidern und an den seltsamsten Orten.“ Da er sich nun sicher ist, dass hinter allem, was er erlebt hat, ein tieferer Sinn steckt, und Gott sich ihm offenbart hat, tritt er am Abend beim jüdischen Neujahrsfest in seiner Funktion als Kantor vor die Gläubigen. 

## Produktionsnotizen und Hintergrund
Die Dreharbeiten fanden 1980 in New York statt und dauerten eine Woche. Als Filmarchitekt wirkte Götz Heymann. Der Fernsehfilm hatte seine Premiere am 8. März 1981 im ZDF.
In einem Interview äußerte sich Rühmann zu seiner Rolle dahingehend, dass er diesen Film einfach habe machen müssen. Er sei ja heute noch viel aktueller als im Jahr 1952. Es gäbe Kriege, Menschen würden verhungern und Kinder entführt und immer mehr Menschen würden an Gott zweifeln. Er glaube. In einem weiteren Interview sagte er: „Für mich ist die Rolle eine Botschaft an meine Mitmenschen, über den Glauben nachzudenken.“ Das Drehbuch kannte er nach eigenen Angaben seit fast 30 Jahren. Man müsse, so Rühmann, „die Weisheit des Alters besitzen, um die Gewissenskonflikte darstellen zu können“.
Im Film, der ja im September 1952 spielt, sind an zwei Stellen (absichtlich oder aus Versehen?) die beiden Türme des World Trade Centers im Hintergrund zu sehen.

## Kritik
„Eine überzeugend gespielte Geschichte voller menschlicher Wärme, die in ihrer glänzenden Inszenierung ein hintergründiges Vergnügen bereitet.“

## Auszeichnung
Heinz Rühmann wurde 1981 für seine Darstellung in diesem Film mit der Silbermedaille des 24. Internationalen Film- und TV-Festivals von New York ausgezeichnet.